# რ
რ（グルジア語: რაე、/ɾaɛ/）は、現行のグルジア文字の17番目の文字（正書法改正前は19番目）である。

## 使用
ジョージア語では有声歯茎たたき音またははじき音[ɾ]を表す。記数法では数値100を表す。
ジョージア国内のラズ語でも使用されている。トルコ国内で使用されているラズ語ラテン・アルファベットの「R」に対応する。アブハズ語（1937年から1954年まで）およびオセット語（1938年から1954年まで）のグルジア文字表記法でも使用されていたが、現在はキリル文字が主に使われ、「Р」と記される。
ジョージア語のラテン文字化では「R」と記す。グルジア語の点字では記号⠗（U + 2817）となる。

## 字形

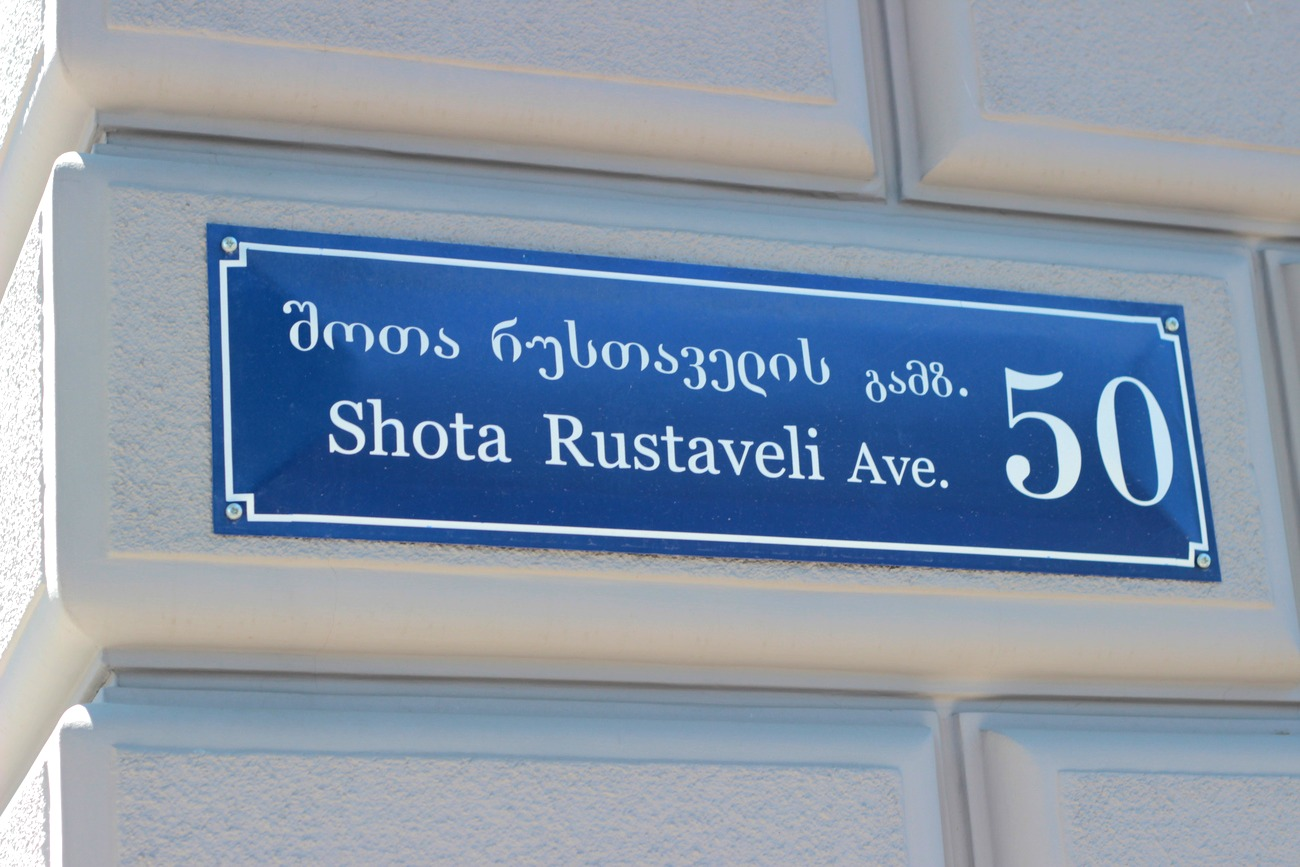
ルスタヴェリ大通りの道路標識。「ლ」と「რ」は変体となる。

| アソムタヴルリ | ヌスフリ | ムヘドルリ | ムタヴルリ | ムヘドルリの変体 |
| -------------- | -------- | ---------- | ---------- | ---------------- |
|                |          |            |            |                  |

## 符号位置
| 文字 | Unicode | JIS X 0213 | 文字参照          | 備考           |
| ---- | ------- | ---------- | ----------------- | -------------- |
| Ⴐ    | U+10B0  | -          | &#x10B0; &#4272;  | アソムタヴルリ |
| ⴐ    | U+2D10  | -          | &#x2D10; &#11536; | ヌスフリ       |
| Რ    | U+1CA0  | -          | &#x1CA0; &#7328;  | ムタヴルリ     |
| რ    | U+10E0  | -          | &#x10E0; &#4320;  | ムヘドルリ     |